# Golesze (gmina)
Golesze – dawna gmina wiejska istniejąca do 1954 roku w woj. łódzkim. Siedzibą władz gminy były Golesze.
W okresie międzywojennym gmina Golesze należała do powiatu piotrkowskiego w woj. łódzkim. Po wojnie gmina zachowała przynależność administracyjną. Według stanu z dnia 1 lipca 1952 roku gmina składała się z 11 gromad: Golesze, Kaleń, Lubiaszów, Młoszów, Nagórzyce, Stanisławów, Studzianki, Swolszewice Duże, Swolszewice Małe, Wiaderno i Wola Wiaderska.
Jednostka została zniesiona 29 września 1954 roku wraz z reformą wprowadzającą gromady w miejsce gmin. Po reaktywowaniu gmin z dniem 1 stycznia 1973 roku gminy Golesze nie przywrócono, a jej dawny obszar wszedł głównie w skład gminy Wolbórz w tymże powiecie i województwie.